# Mina Fonda Ochtman

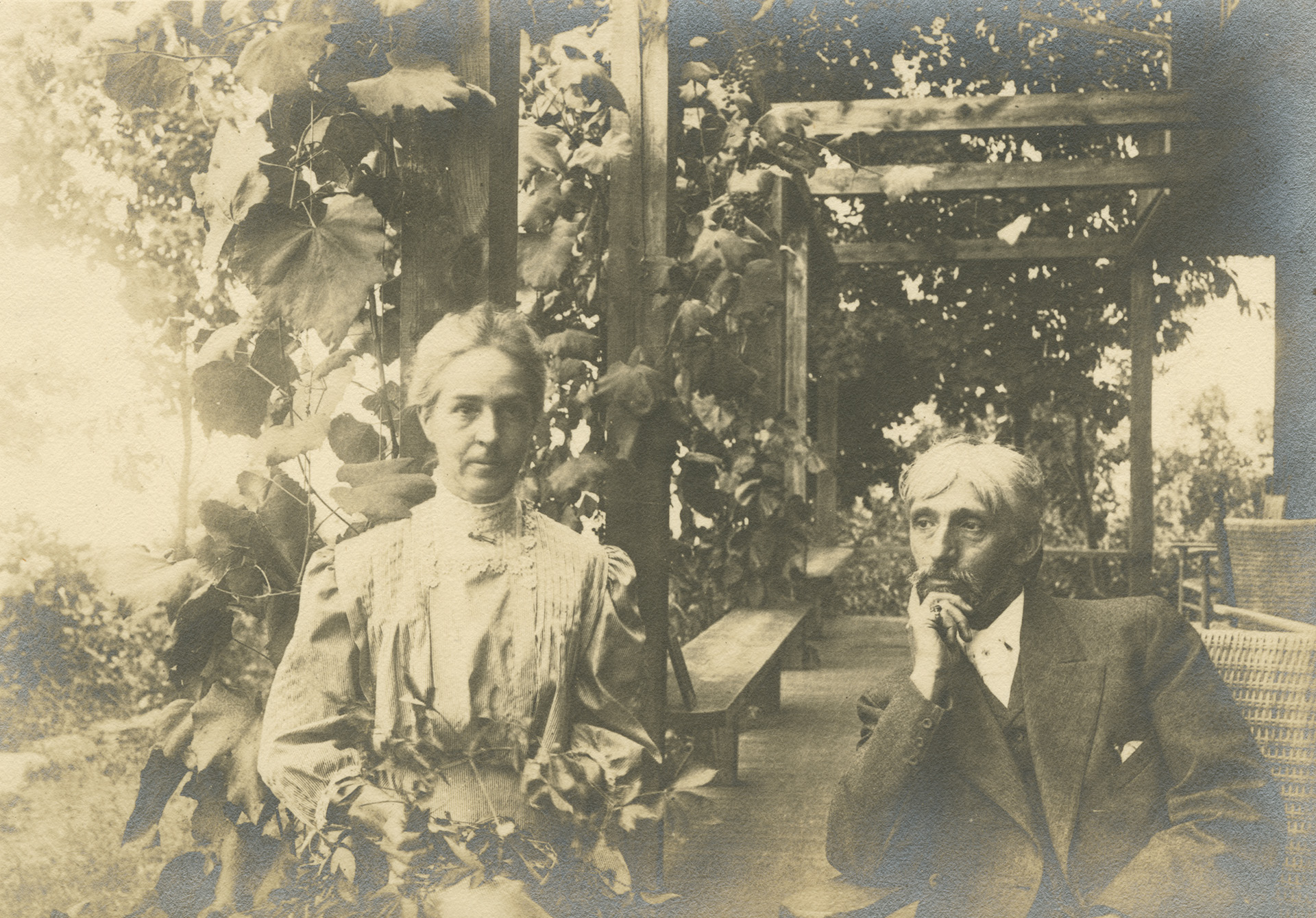
Leonard Ochtman und Mina Fonda Ochtman in Byrdcliffe, Woodstock, NY., zwischen 1906 und 1907. Department of Image Collections, National Gallery of Art, Library, Washington, D.C.

Mina Fonda Ochtman (* 28. März 1862 in Laconia, New Hampshire; † 1924) war eine US-amerikanische Malerin des Impressionismus, die für ihre Aquarelle von Landschaften und Küstenszenen bekannt ist.

## Leben
Mina Fonda wurde 1862 in Laconia, New Hampshire geboren. 1886 zog sie nach New York City, um an der Art Students League bei Kenyon Cox Malerei zu studieren. 1891 heiratete sie den Maler Leonard Ochtman. Das Paar ließ sich in Cos Cob, Connecticut nieder, wo sie 1910 eine Sommerkunstschule gründeten. Leonard Ochtman war 1912 Mitbegründer und erster Vizepräsident der Greenwich Society of Artists, deren Präsident er von 1919 bis 1932 war.

## Werk

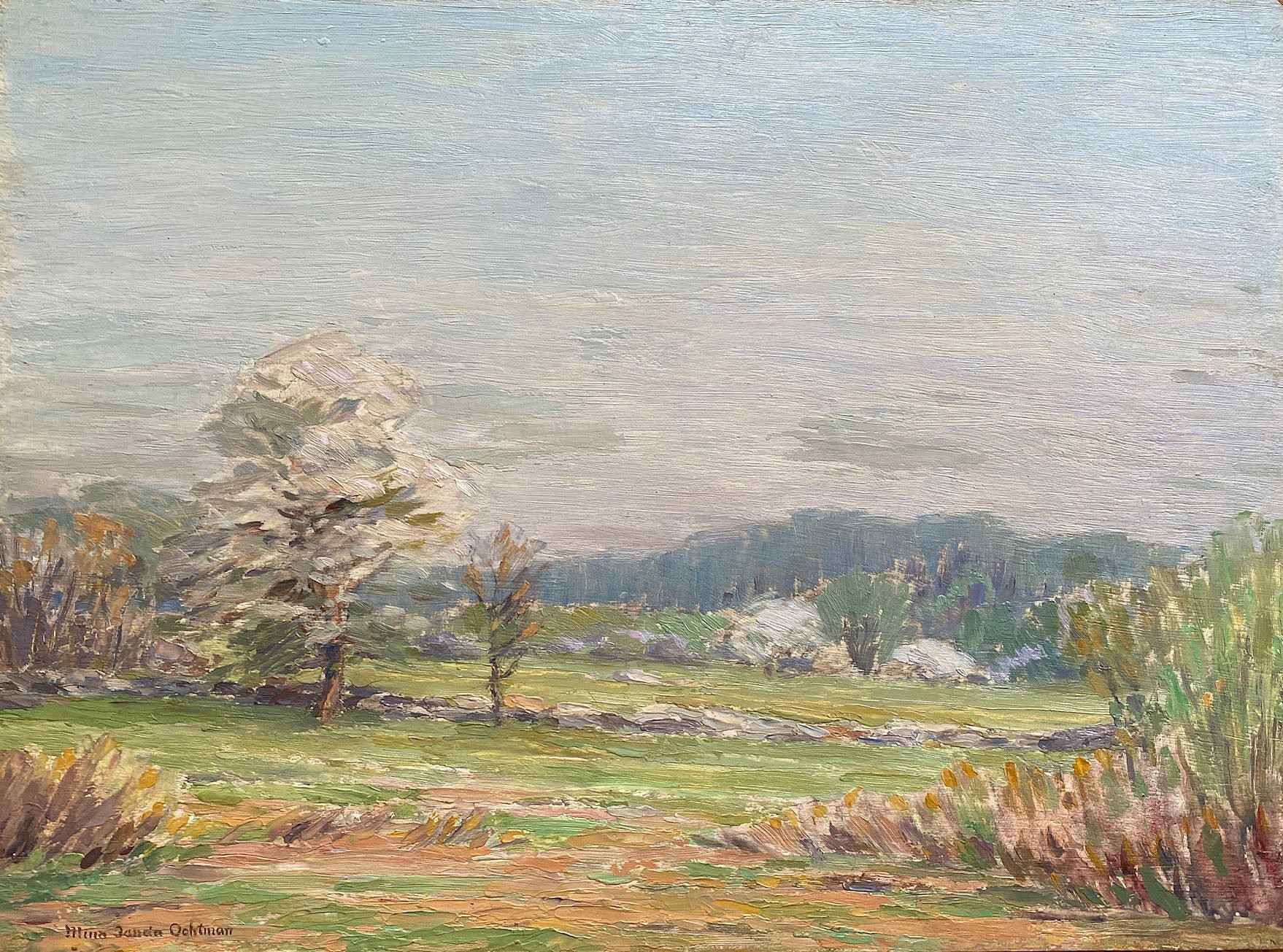
Mina Fonda Ochtman: Apple Blossoms, Greenwich (Apfelblüten, Greenwich)

Mina Fonda Ochtman war bekannt für ihre Aquarelle von Landschaften und Küstenszenen. Ihre Werke zeigen einen impressionistischen Stil mit besonderem Augenmerk auf Licht und Atmosphäre. Sie schuf Werke wie A Bright Winter Day und Apple Blossoms, Greenwich, die ihre Fähigkeit zeigen, die Schönheit der Natur einzufangen.